# غابورون

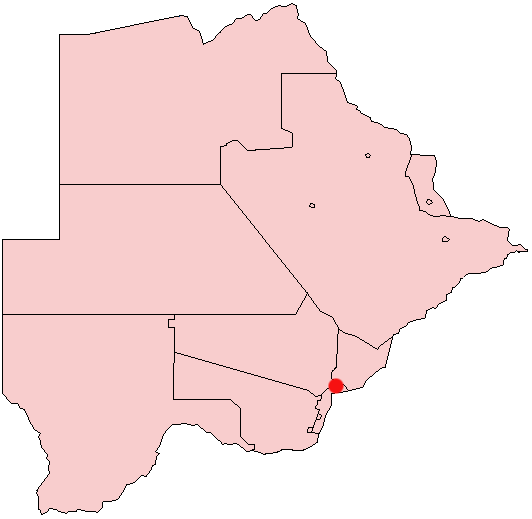
جابورون

غابورون أو غابوروني (بالإنجليزية: Gaborone) هي عاصمة دولة بوتسوانا وأكبر مدنها وبلغ عدد سكانها 231,626 نسمة حسب تعداد عام 2011،  ويعيش بها حوالي 10٪ من مجموع السكان في بوتسوانا. وتشكل المنطقة العمرانية موطنا لتعداد 421,907 نسمة في تعداد عام 2011.
تقع غابورون بين تلال كغالي وأودي، على نهر نوتواني في الركن الجنوبي الشرقي من بوتسوانا، وتبعد 15 كيلومترا (9.3 ميلا) من الحدود جنوب أفريقيا. ويوجد في المدينة مطار السير سيريتسي خاما الدولي. وهي منطقة إدارية بذاتها، ولكنها عاصمة منطقة الجنوب الشرقي المحيطة بها. وعادة ما يشير إليها السكان المحليين باسم «غابز».
ويتحدث السكان هناك بالعديد من اللغات، مثل سيتسوانا (التسوانية) وهي اللغة الرئيسية. والإنجليزية، وإيكالينغا، وعدة لغات أصلية مثل كغالاغادي.
ليس للمدينة أي انتماء قبلي، وكانت على مقربة من المياه العذبة، فكان من المخطط لها أن تكون العاصمة في منتصف الستينات عندما أصبحت محمية بيشوانالاند دولة مستقلة. يعد وسط المدينة شريطا طويلا من الأعمال التجارية، ويدعى ذا مول (أو المحل التجاري)، وتقع الدوائر الحكومية على شكل نصف دائرة من إلى الغرب من ذا مول. والمدينة هي إحدى أسرع المدن نموا في العالم، وقد خلق هذا مشاكل بالإسكان والعشوائيات. كما عانت المدينة أيضا من الصراعات الدائرة في زيمبابوي وجنوب أفريقيا خلال الثمانينات.
المدينة هي عاصمة الحكومة فضلا عن كونها العاصمة الاقتصادية؛ والمدينة هي مقر للعديد من الشركات في سوق بوتسوانا للأوراق المالية. غابورون هي أيضا مقر مجموعة التنمية لأفريقيا الجنوبية (SADC)؛ وهي جمعية اقتصادية إقليمية نشأت عام 1992، وهي ملتزمة بالتكامل الإقليمي والقضاء على الفقر في أفريقيا الجنوبية من خلال التنمية الاقتصادية وضمان السلام والأمن.

## المناخ
| البيانات المناخية لـغابورون       | البيانات المناخية لـغابورون | البيانات المناخية لـغابورون | البيانات المناخية لـغابورون | البيانات المناخية لـغابورون | البيانات المناخية لـغابورون | البيانات المناخية لـغابورون | البيانات المناخية لـغابورون | البيانات المناخية لـغابورون | البيانات المناخية لـغابورون | البيانات المناخية لـغابورون | البيانات المناخية لـغابورون | البيانات المناخية لـغابورون | البيانات المناخية لـغابورون |
| الشهر                             | يناير                       | فبراير                      | مارس                        | أبريل                       | مايو                        | يونيو                       | يوليو                       | أغسطس                       | سبتمبر                      | أكتوبر                      | نوفمبر                      | ديسمبر                      | المعدل السنوي               |
| --------------------------------- | --------------------------- | --------------------------- | --------------------------- | --------------------------- | --------------------------- | --------------------------- | --------------------------- | --------------------------- | --------------------------- | --------------------------- | --------------------------- | --------------------------- | --------------------------- |
| متوسط درجة الحرارة الكبرى °م (°ف) | 30.6 (87.1)                 | 30 (86)                     | 28.9 (84.0)                 | 26.1 (79.0)                 | 23.3 (73.9)                 | 20.6 (69.1)                 | 20.6 (69.1)                 | 24.4 (75.9)                 | 30.6 (87.1)                 | 28.9 (84.0)                 | 30 (86)                     | 30 (86)                     | 27.0 (80.6)                 |
| متوسط درجة الحرارة الصغرى °م (°ف) | 22.2 (72.0)                 | 21.1 (70.0)                 | 19.4 (66.9)                 | 16.1 (61.0)                 | 11.7 (53.1)                 | 7.2 (45.0)                  | 7.2 (45.0)                  | 10.6 (51.1)                 | 15 (59)                     | 18.3 (64.9)                 | 20 (68)                     | 21.1 (70.0)                 | 15.8 (60.5)                 |
| الهطول سم (إنش)                   | 9.7 (3.8)                   | 8.4 (3.3)                   | 7.1 (2.8)                   | 4.1 (1.6)                   | 1.3 (0.5)                   | 0.5 (0.2)                   | 0.3 (0.1)                   | 0.5 (0.2)                   | 1.5 (0.6)                   | 4.3 (1.7)                   | 6.6 (2.6)                   | 8.9 (3.5)                   | 53.2 (20.9)                 |
| متوسط أيام هطول الأمطار           | 7                           | 5                           | 4                           | 3                           | 1                           | 0                           | 0                           | 1                           | 1                           | 4                           | 6                           | 8                           | 40                          |
| المصدر:                           |                             |                             |                             |                             |                             |                             |                             |                             |                             |                             |                             |                             |                             |